# Összeghalmaz
Az additív kombinatorika területén a G Abel-csoport A és B részhalmazának összeghalmaza (sumset) (vagy Minkowski-összege) az A minden elemének és a B minden elemének páronkénti összegeit tartalmazó halmaz.
Tehát:
{\displaystyle A+B=\{a+b:a\in A,b\in B\}.}
Az A n-szeresen iterált összeghalmaza:
{\displaystyle nA=A+\cdots +A,}
ahol n tagot összegzünk.
Számos, az additív kombinatorika és additív számelmélet területén felmerülő kérdés fogalmazható meg összeghalmazok segítségével. Például a Lagrange által igazolt négynégyzetszám-tétel röviden így is kifejezhető:
{\displaystyle 4\Box =\mathbb {N} ,}
ahol {\displaystyle \Box } a négyzetszámok halmaza. Egy viszonylag felkapott kutatási terület a small doubling tulajdonsággal rendelkező halmazok, ahol az A + A kicsi (az A méretéhez viszonyítva); lásd Freiman–Ruzsa-tétel.